# Дрэг-квин

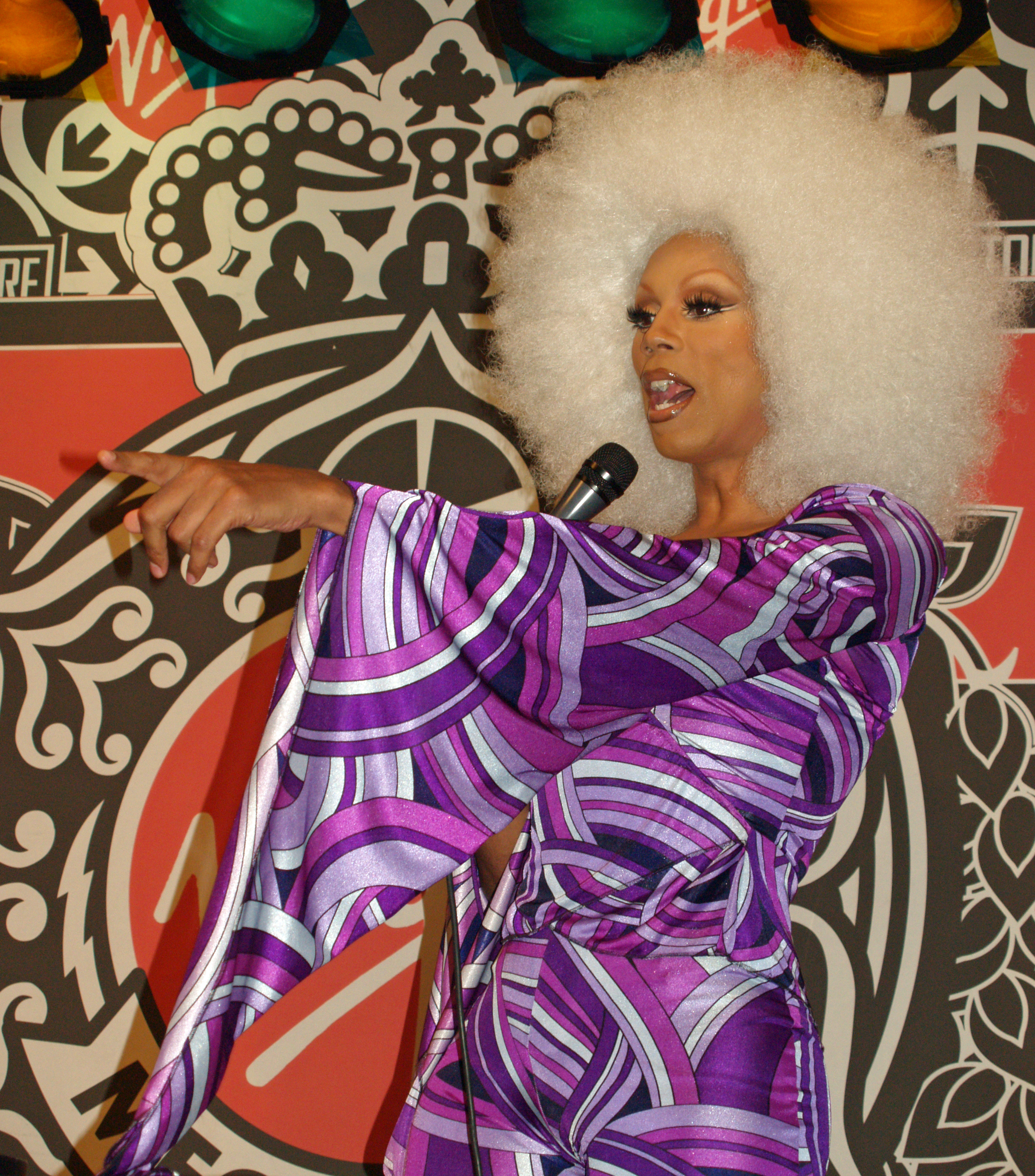
Знаменитая дрэг-квин Ру Пол

Дрэг-квин (англ. Drag queen, от drag: мужская одежда, надеваемая женщиной, или женская одежда, надеваемая мужчиной, queen — королева) — сленговое выражение, используемое для обозначения артистов (обычно мужского пола), использующих женские образы, переодеваясь в женскую одежду.
Термин дрэг-квин часто ошибочно приравнивают к термину кроссдрессинг, однако дрэг-квин далеко не всегда являются кроссдрессерами или трансгендерными людьми. Надевая одежду, связанную с женским гендером, дрэг-квин часто используют преувеличение определённых особенностей (характеристик) для гротескного, драматического или сатирического эффекта. Главным отличием дрэг-квин от кроссдрессера является то, что целью переодевания служит именно развлечение зрителя.
В случае переодевания исполнительниц женского пола в мужскую одежду с той же целью их именуют дрэг-кинг (англ. Drag king).

## Термин
Я никогда не выдавал себя за женщину. Сколько вы видели женщин, носящих семидюймовые каблуки, полутораметровые парики и обтягивающие платья? Я не одеваюсь как женщина, я одеваюсь как дрэг-квин!
Этимология термина дрэг (от англ. to drag — тащить) является весьма спорной. Считается, что впервые этот термин был использован в отношении кроссдрессеров в XVIII веке из-за того, что их длинные юбки волочились по земле. Выражение дрэг-квин приобрело популярность в первой половине XX века в британском гей-сообществе, представители которого постоянно использовали различные сленговые выражения в общении друг с другом. Согласно народной этимологии, термин дрэг является акронимом выражения «одетый как девушка» (англ. dressed resembling a girl), использовавшегося для описания трансвеститов. Термин квин (англ. queen — королева) часто связывают с тем, что в костюмах и реквизите дрэг-квин часто присутствовали атрибуты, характерные для королевских особ. Также считается, что термин квин образован от архаичного слова quean (с англ. — «распутница»), которым обозначали женщин и геев, имеющих беспорядочные половые связи.
Для обозначения дрэг-квин также используется термин женский имперсонатор (англ. female impersonator). Считается, что в настоящее время термин несколько устарел, поскольку многие современные исполнители не только не пытаются замаскировать себя под женщину, но и сознательно подчёркивают свою принадлежность к мужскому полу.
Многие дрэг-квин предпочитают, чтобы их называли она, желая оставаться полностью в образе. Некоторые же исполнители просят называть себя либо он, либо по имени образа, в котором они находятся. Редким исключением является дрэг-квин Ру Пол, который как-то сказал: «Вы можете звать меня так, как хотите. Хоть Реджис, хоть Кэти Ли. Мне всё равно!»
Поскольку выражение дрэг-квин является устойчивым, на другие языки оно, чаще всего, не переводится.

## Имена

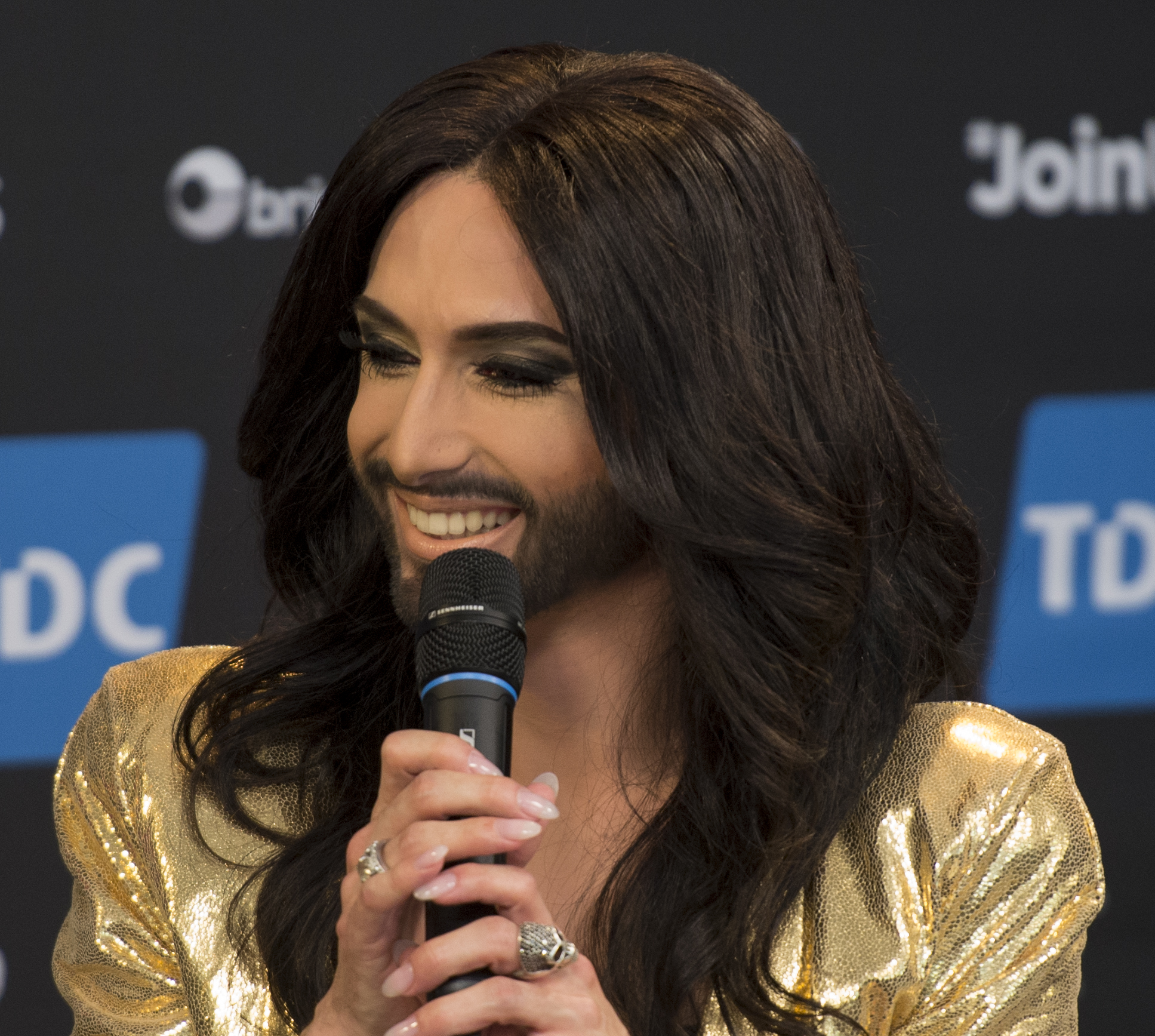
То́мас Но́йвирт — победитель Евровидения 2014

Существует три основных типа имён дрэг-квин:
- Первый тип. Представляет собой сатирические имена, основанные на игре слов: от невинного Miss Understood (от англ. misunderstood — недопонятый) до практически неприличного Miss Penny Tration (от англ. Penetration — половой акт с проникновением);
- Второй тип. Ко второму типу относятся гламурные и экстравагантные имена, чаще всего — просто набор слов, подчёркивающий гротеск его носителя: Chi Chi LaRue, Заза Наполи;
- Третий тип. Обычно образуется как женский вариант реального мужского имени драг-квин: Ру Пол, Rikki Reeves, Betty Butterfield; либо имеет какую-либо предысторию образа: Верка Сердючка.

## Образ
Существует четыре основных образа дрэг-квин:
- Королева гротеска. Представители этого жанра обычно показывают свои представления, что называется, «на грани фола», экспериментируя с сатирой и сквернословием. В этом жанре работают: Pandora Boxx, Дивайн, Miss Understood, Peaches Christ, Hedda Lettuce и Jolene Sugarbaker.
- Королева пародии. Многие из дрэг-квин этого жанра часто подражают известным персонам, таким как Дасти Спрингфилд, Долли Партон, Бритни Спирс, Шер, Бетт Мидлер, Мадонна, Gilla, Конни Фрэнсис, Донна Саммер, Селин Дион, Дайана Росс, Тина Тернер, Ширли Бесси, Джанет Джексон, Spice Girls, Lady Gaga и другим.
- Королева красоты. Некоторые из дрэг-квин используют женский образ для участия в конкурсах красоты. Многие из тех, кто победил в конкурсах, продолжают свою карьеру на телевидении, а также в различных шоу.
- Королева пост-модернизма. Шоу представителей этого жанра — как правило, перформанс с абсолютно непредсказуемыми для зрителя последствиями. К примеру, Divine David (Дэвид Хойл) резал на сцене голову свиньи и бросал в зрителей куски сырого мяса. Наиболее популярным этот образ был в 1970-х годах. Чаще всего пост-модернистские дрэг-квин стирают рамки пола, и до конца не понятно, кто же перед тобой — мужчина или женщина. Наиболее яркими представителями подобного жанра являются Ру Пол и победительницы 9 и 11 сезонов шоу «Королевские гонки Ру Пола» соответственно, Саша Велюр и Иви Оддли.

## Дрэг-шоу и травести-шоу в странах Запада
Дрэг-шоу — представление, состоящее из песен, монологов или пародий с участием либо одного, либо группы исполнителей, призванное развлечь аудиторию. Дрэг-шоу варьируются от любительских спектаклей в маленьких барах до профессионально отрежиссированных театральных представлений. Исполнители выступают в сложном гриме и в костюмах.
Также дрэг-квин часто являются гранд-маршалами на прайд-парадах и различных мероприятиях, например, Южный Декаданс в Новом Орлеане.

## Дрэг-шоу и травести-шоу в эстраде и клубной культуре России и бывшего СССР
В 1990-х гг., с открытием в России первых ночных клубов,  амплуа   травести-артиста, или дрэг-квин становится наиболее востребованным и наиболее оплачиваемым именно в клубной аудитории. Первые клубные  травести-шоу  созданы в гей-клубе "Мир" (существовал неофициально в 1992-1994 г., в 1994 г. преобразован в легальный клуб "Шанс"), а также в гей-фрэндли клубе "Птюч" (существовал в 1994-1997 гг.). В ночных клубах перед гей-аудиторией выступал в последние годы жизни  травести-артист  Вероника Маврикиевна.
Наиболее известными становятся не простые кроссдрессеры и пародисты из шоу двойников, которые появляются почти во всех больших городах, а именно клубные дрэг-квины или травести-артисты, выступающие в основном в ночных клубах, в большинстве случаев - клубах для сексуальных меньшинств. В России данная категория  травести-артистов  появляется в начале 1990-х гг., и поначалу ограничивается только Москвой и Санкт-Петербургом. Из неё наиболее известными становятся первопроходцы данного жанра: начавший выступать в 1990 г. первый клубный  травести-артист  СССР и России со сценическим именем Огненная Леди (Олег Гусаев, также известен как художник-модельер и автор статей, один из основателей, и член редколлегии журнала "Птюч"), победитель прошедшего в 1995 г.  травести-конкурса  "Альтернативная мисс Москвы", проведённого среди  травести-артистов  клуба "Птюч", его партнёры по  травести-шоу : Дива Артемида и Дива Фелиция из клуба "Шанс",  травести  Олег Кельнский из клуба "Птюч", а также заявивший о себе в 1990 г. на ТВ  травести-дуэт  "Сёстры Колибри" (Лора Колли - Сергей Зарубин и Лина Брик - Андрей Семёнов), победительница первого всероссийского  травести-конкурса  "Мисс Шанс" в 1994 г. Варвара Странжей (музыкант Алексей Бочаров) из г. Беломорск (Карелия).
Позже Алексей неоднократно менял своё ФИО: сначала как как Закатова Варвара Николаевна, а далее как Странже Варвара Николаевна.
В конце 1990-х гг. получили известность победитель Сара Айсберг (Евгений Березин) с Украины, а также московские  травести-артисты  Дива Шарлотта (Рауф Зайнетдинов), Линда Тайлер (Сергей Косырев), Ева Браун (Венедикт Иванов), Лора Колли (Зарубин, Сергей Михайлович, 1956 года рождения, сотрудник театра "Сатирикон"), Инга Бесфамильная (Сергей Балабанов), Лилиана Ковани (Денис Пчелинцев), Вальда Театралова (Владимир Краев), Мамаша Кураж (Артём Мозговой), Мулатка (Завцай Алексей Георгиевич, 1967 года рождения, второй сценический псевдоним - Граф) - последний переехал в 2008 г. из Москвы в Санкт-Петербург.
В жанре травести стал активно проявлять себя и получил общероссийскую известность в 1997-1998 гг. украинский певец и эстрадный артист Верка Сердючка (Андрей Данилко), который также позиционируется, как травести-артист.
В 1998 г. в Москве появляется первый профессиональный  травести-коллектив  "Фабрика грёз", солистом которого стал регулярно выступавший в гей-клубах Москвы  травести-артист  Толетта, настоящее имя - Евдокимов, Анатолий Сергеевич, который в 2003 г. покинул коллектив, и создал новую группу "Дивас шоу"); сюда же входили в 1998-1999 гг.  травести-артисты  Кибердива (Адам Кнапик) и Гертруда Аборт (Геннадий Антонюк). 
Тогда же, в 1998 г. известным продюсером Игорем Мальцевым был организован травести-театр  "Гей-бродвей" при московском ночном клубе "Центральная станция", а далее - при клубе "Три обезьяны", руководителем данного шоу стал  травести-артист  Фира или Фёкла Безродная (Михайлов, Феликс Валерьевич, профессиональный актёр и кинорежиссёр), под его руководством работали, кроме упоминавшихся выше Лоры Колли и Лилианы Ковани, также  травести-артисты  Люся Сохатая (Дмитрий Петрунин) и Ольга Маникюр (Марцинкевич Олег Валерьевич, 1966 года рождения), также эпизодическими участниками были Аксель Пилюлькин и Пупс Бельведерский; коллектив распался в 2004 г. с закрытием клуба "Три обезьяны".
В декабре 1998 г. артист  травести-шоу  "Гей-бродвей" Люся Сохатая снялся в видеоклипе на песню Марины Хлебниковой "Стаканчик бренди", при чём с инициативой съёмок в клипе  травести-артистов  выступила сама Хлебникова. Как писал по данному поводу музыкальный критик Артур Гаспарян: " Травести-шоу  у посвященной Москвы стало сенсацией сезона. Мальчуганы, облаченные по случаю в девичьи наряды, если выкатят скопом на Тверскую, то влегкую задвинут натуральных проституток по причине вульгарной заморышности последних. Столь они раскрасивы, органичны и завлекательны, когда пребывают в ударе перевоплощения" (Гаспарян А. Раз мир - бардак, то кто же звёзды? // Московский комсомолец. 11 декабря 1998 г.). В том же клипе снялись только начинавшие свою карьеру  травести-артисты  Заза Наполи  и Гертруда Аборт из шоу "Фабрика грёз", а также Дива Шарлотта, Линда Тайдер и Леди Диана из существовавшего при гей-клубе "Хамелеон"  травести-шоу  "Братья и сестры". Прошедший среди артистов московского гей-клуба "Шанс" в январе 1999 г. конкурс "Мисс Шанс-1998", победителем которого стал  травести-артист  Вивьен де ла Фрессаж (Роман Лямин), впервые широко освещался в прессе, в частности - в журнале "Птюч" (1999, №3) и в газете "Московский комсомолец" (Капитолина. Шоу герлз // МК. 13 января 1999 г.).
В октябре 1999 г. певец Никита (Алексей Фокин) презентовал видеоклип на песню "Улетели навсегда", в котором в главной роли снялся  травести-артист  Огненна (Огненная Леди); последний также выступил со своим шоу на презентации данного клипа в московском ночном клубе "Мегахаус" . 1 января 2000 г. на конкурсе в московском гей-клубе "Шанс" Огненную Леди признали победителем в номинации "Лучший  травести " . Также в 2000 г. вместе с Найком Борзовым стал лауреатом премии "Золотой Птюч". В феврале 2001 г. в "Старой опере" Огненная Леди получил премию "Night Life Awards" за 2000 г. в номинации "Лучший клубный персонаж года" . Также в 2001 г. Огненную Леди привлекли к съёмкам в видеоклипе на песню Никиты "Отель". Кроме этого, о возрастающей популярности жанра  травести  в российском шоу-бизнесе в указанный период говорит и тот факт, что в июле 2002 г. в видеоклипе на песню "Он тебя целует" группы "Руки вверх" снялся  травести-артист  Толетта (Анатолий Евдокимов). В 2001 году в Московском дворце молодёжи состоялось красочное шоу "Легенды планеты" с участием  травести-коллективов  "Райские птицы" и "Фабрика грёз".
В конце 1990-х гг. впервые с привлечением СМИ проходят всероссийские  травести-конкурсы  в Москве и Санкт-Петербурге, появляются новые  травести-коллективы . В 1999 г.  травести-артист  Алла Шок (Сергей Бешкарев) основал  травести-шоу  "Перфоманс" в Санкт-Петербурге, со своей  травести-группой  выступал также артист Бетти Кисс (Геннадий Орлов) в санкт-петербургском гей-клубе "Грешники". В Москве с конца 1990-х гг. регулярно выступали Инга Бесфамильная (Сергей Балабанов) с шоу "Крэйзи гёрлз", Вава де Бруталь или Дивайн Нуарэ (Вацлав Савельев) с шоу "Сёстры Дивайн", Алина Вербург или Барби Лав (Броннич Дмитрий Вячеславович, 1980 года рождения) с шоу "Барби гёрлз", известные по клубу "12 вольт". В последнее шоу, кроме Барби Лав, входили также Мисс Гретта (Аркадий Байматов) и Матильда Фас (Михаил Никитин). Также с 2001 г. при московском клубе "Шанс" существовало  травести-шоу  "Дикие орхидеи", в составе к-рого выступали  травести-артисты: Деми Лоран, Фиеста, Пирамида, Леди Тутси, и Линда Тайдер.
Начиная с 2003 г., ежегодно проводится всероссийский конкурс красоты и таланта "Мисс  травести  России". Первый такой конкурс состоялся в рамках Фестиваля эротических искусств во время проведения II международной выставки "Эрос Москва" (28 мая – 1 июня 2003), и проводился при поддержке Федерального научно-методического центра медицинской сексологии и сексопатологии, Сексологической ассоциации " Культура и здоровье", Республиканского центра репродукции человека при Минздраве РФ. В частности, 31 мая 2003 г. на сцене ВВЦ был проведён финальный концерт  травести-артистов , победителей конкурса. Следующий фестиваль "Мисс  травести  России" в сентябре 2004 г. собрал на сцену десять  травести  - финалистов предварительного отборочного тура, проходившего как в Москве, так и в регионах . С тех пор состав участников всероссийского фестиваля  травести  в обязательном порядке формируется по итогам отборочных конкурсов на периферии. Также проходят московский конкурс  травести-артистов  "Золотой каблук", региональные конкурсы: "Мисс  травести  Урала", "Мисс  травести  Сибири", "Мисс  травести  Поволжья", "Мисс  травести  Северо-запада", "Мисс Шанс" и "Королева Трёх обезьян" (в Москве), "Альтернативная мисс Санкт-Петербург", "Мисс юга России", и другие. С тех пор клубные  травести-артисты  постепенно выходят за рамки гей-клубов, появляются в эстрадных кругах (Лора Колли выступает в составе коллектива Сергея Пенкина), отдельные из них дают сольные концерты с собственными авторскими песнями, попадают со своими композициями в ротацию радиостанций (например,  травести-артисты  и певцы Заза Наполи (Влад Казанцев), Джоконда (авторы образа - Евгений Жвания, Сергей Горюнов и Артём Еськов), авторы текстов и музыки, которые записали видеоклипы и издали альбомы, в которых отдельные песни получили определённую популярность и рейтинговость).
25 октября 1999 г. был основан  травести-коллектив  "Райские птицы", участниками которого стали новые звёзды  травести-жанра: Заза Наполи (Казанцев Владим Владимирович, 1973 года рождения), Аладора Беранже (Андрей Цимбалов), а также Гертруда Аборт, настоящее имя - Антонюк Геннадий Васильевич, умер в 2007 г., и Сильвана Бомбанини (Андрей Морозов), умерший в 2008 г. Двое последних снимались в ряде кинофильмов и видеоклипов. В декабре 2006 г. произошел раскол шоу "Райские птицы", Аладора Беранже презентовала свое сольное шоу, но с участием Зазы.
В этот же период в шоубизнесе прославился травести-артист Ната Меркантиль (Виталий Иванов, уроженец г. Кисловодск Ставропольского края), снявшийся в нескольких фильмах для взрослых, продюсерами которого стали московская актриса Вероника Ригал (Евгения Самоделкина), и шоумен Александр Пистолетов (настоящая фамилия Ванин) из Санкт-Петербурга.
В 2004 г. хореограф Максим Старков основал  травести-шоу  "Театро", двое артистов которого - Жаклин Браво (Евгений Алёшин) и Мисс Наоми (Станислав Скиба) в 2008 г. начали сольную карьеру.  Травести-артист  Жаклин Браво (Евгений Алёшин) в 2009 г. основал  травести-театр  "Голден-шоу". В 2007 г. в Москве был основан  травести-коллектив  "Сёстры лютые", который возглавил  травести-артист  Анита де Санте (Александр Яковенко), после распада этого шоу в 2011 г. основан  травести-театр  "Тётки", в него вместе с Анитой вошли Роза Морозова (Денис Коваленко) и Кузина Белошвейка (Алексей Смирнов).
Широко известными стали также московские  травести-артисты  Кира Соланж (Кирилл Максименко), Блонди Бонд (Рустам Сатыбалов), Виктория Лайт (Владислав Лавров), Стефани Кокс (Максим Можаев), Лиза Фикс (Иван Алексеев), Жанна Даркова (Сергей Рыбовалов), Джина Мартин (Алексей Коробецкий), Арина Бонд (Артём Гринёв), Рокси Харт (Денис Князев), Рита Миллер (Антон Ситов), Дафна (Михаил Курицев), Дива Шантей (Юрий Боровиков) и  травести-театр  "Шантей проджект", Камилла Крэйзи (Дмитрий Лобач), Леди Заркана (Сергей Колдин), Мисс Лаура или Несравненная Вивьен (Вячеслав Шаповалов), и другие.
Из современных в Москве широко известны стали Роксет Драгквин (Константин Соловьёв, уроженец Омска), Карла Крузенштерн (Владислав Морозов), Лара Баттерфляй (Алексей Полоскин), Малена Хёрт (Дмитрий Торопов). Последняя своим участием в ток-шоу на канале НТВ с темой передачи «Смена пола» расставила все точки, указав для многомиллионной телеаудитории на разницу между травести-артистами и, как обычно говорят, «трансами».
В 2019 году скончался травести-артист московского театра «Апогей» Антонелла (Антон Пашутин), выступавший долгое время на авторских спектаклях известного писателя и драматурга Элиаса Регула (Ильи Цурикова).
В Санкт-Петербурге пользуются популярностью  травести-артисты  Николь (Николай Плакунов, в 2011 г. переехал из Москвы в Санкт-Петербург), Бетти Кисс (Геннадий Орлов), Стелла Фокс (Денис Савченко), Мона Пепперони (Григорий Заритовский), Дива Синдл (Артур Васильев), Кира Вега Найт (Роман Першин), Мальвина фон Бегемот (Алексей Усков), София Дорос (Виталий Ремнев), Алла Шок (Сергей Бешкарев), Крутая Малина (Артём Данков), Кузина Белошвейка (Алексей Смирнов), Клаудия Даймонд (Евгений Андреев), Тина фон Тиз (Виталий Тинкин), Дива Текила (Александр Говорухин), Голубой Ангел (Алексей Макаров),  Дива Долорес, Пэрис Стар, а также Ласка, Милана и Бабетта Диманш (Борис Тихомиров). Продюсером последнего стала директор фирмы "Димеранда", предпринимательница и арт-менеджер Бурденко Зоя Игоревна, 1983 года рождения, жительница Санкт-Петербурга.
Оригинальным явлением в 2009-2011 гг. был  травести-коллектив  "Крэйзи-тайм" из Санкт-Петербурга, которым руководил  травести-артист  Мишель Фармер (Игорь Ильин), с ним выступал драг-кинг Антон Стрельцов.
В других регионах России получили известность  травести-артисты  Пенелопа Галоген (Руслан Столярчук), бывший клубный танцор, создавший в Ижевске в 1999 г.  травести-коллектив  "Ночные королевы" и позже начавший сольную карьеру в Москве, а также Дива Сандра (Александр Зубов), Мисс Кристалл (Евгений Чепурной) и Викторина Вселенная (Виктор Шиликов) из Ростова-на-Дону, Айседора Вулкан (Сергей Баклыков) и Скандализа Райс (Василий Бычков) из Сочи, Мисс Аза (Азамат Хайдуков) из Майкопа, Мисс Жужа (Михаил Осипян), Лера Крик (Валерий Собянин), Марта Безумная (Сергей Григорян) и Анастасия Блуд (Сергей Закалов) из Краснодара, Ядвига Буш (Максим Птаха) с  травести-коллективом  "Ночные пташки" из Самары, Дива Клеопатра (Станислав Ахтырко) из Саратова, Эвелина Гранд (Антон Синицын), Лера Вудс (Дмитрий Большаков), Дива Кармен (Алексей Хорин) и Зара Конор (Руслан Закиров) из Нижнего Новгорода, Мадлен Аштон (Семен Абрамович) из Казани, Кира (Александр Керов) и Лаки Стар (Александр Крылов) из  травести-группы  "Ночные королевы" из Ижевска, Лайза Крик (Никита Ланин) из Мурманска, Афродита Задорожная (Сергей Марков) из Архангельска, Памелла Парадайз (Роман Ракатиян) из Кирова, Кира Богема (Тимур Кидрачев) и Ксавьера Скандал (Юрий Жигач) из Екатеринбурга, Лоя Дива Кристалл (Иван Хижняк) из Магнитогорска, Леди Гага Прэйс (Игорь Попов) из Перми, Даниэлла Армани (Денис Арманд) и Каролина Найт (Станислав Зонов) из Челябинска, Селестина Уорлок (Сергей Орлов), Саманта Спирс (Альберт Эверс), Дина Максвэлл (Максим Исламов) и Алеся Космо (Алексей Бардаков) из Уфы, Леди Голд (Артём Даль) и Лия Дубай (Александр Петров) из Новосибирска, Мадам Баттерфляй (Алексей Калинин) и Мисс Лиона (Иван Тимошин) из Томска, Изольда Канцельбоген (Андрей Колеватов) и Джесика Стар (Денис Шиилов) из Иркутска, Анита де Санте (Александр Яковенко) из Хабаровска, Леди Прасковья (Алексей Ветров) из Владивостока, и другие.
Нередко  травести-артисты  пробуют себя, помимо музыки и клубных перфомансов, также в иных сферах жизни. Так, с 2011 г. ведущим "Русского радио" работает украинский  травести-артист  Белла Огурцова (Владимир Мотрич) из г. Черкассы. Телевизионными ведущими работают  травести-артисты  Заза Наполи в Москве, и Дива Монро (Александр Федяев) в Киеве.
Одним из лидеров комьюнити-центра для трансгендеров Москвы стал бывший травести-артист и создатель перфомансов, общественный активист на прозвище Дана Фридер (Кузин Денис Сергеевич, 1975 года рождения), продюсером которого являлся арт-менеджер, бисексуал Филиппов Михаил Евгеньевич, 1986 года рождения, житель московского района Перово.
В августе 2014 г. кандидатом в депутаты от КПРФ на муниципальных выборах в Челябинске зарегистрировался  травести-артист  Марица Премудрая (Алексей Бащенко), который также является ведущим прогноза погоды (однако позже снял свою кандидатуру с выборов из-за негативного резонанса).
В конце 2014 года стал монахом травести-артист Ева Браун (Иванов Венедикт Валентинович, родился 1 ноября 1972 года в г. Волгоград, закончил консерваторию, краткое время работал в Министерстве экономики РФ в качестве помощника завхоза, в 1997 году стал травести-артистом, являлся звездой гей-лубов в Москве). Проживал в г. Дзержинский Московской области. Но в 2014 году покинул травести-сцену, стал дьяконом в Рязанской области. Сначала травести-звезда находился в рязанском монастыре, затем в казахстанском, а теперь находится в одном из подворий Крыма.
Некоторые травести-артисты создают свои собственные творческие студии и ивент-агентства. Так, Мулатка (Алексей Завцай) зарегистрировал 23 июля 1997 года первое пиар-агентство для травести-артистов, ООО "Экзотика арт" в Москве. Также в Москве травести-артист Заза Наполи (Казанцев Владим Владимирович) 22 июня 2004 года зарегистрировал некоммерческое партнёрство "Театральная студия "Заза Наполи"", ставшее своего рода "профсоюзом" для артистов оригинального жанра, сам Казанцев лично продюсировал многих своих начинающих коллег по творчеству.
Отдельные  травести-артисты  позже получали известность как транссексуалы, заявляя о смене пола. В частности, к таким относятся Варвара Странжей, Дива Александрия (Александр Абицкий, выпускник Московского эстрадно-циркового училища, умер в 2006 г.), Дива Ланда (настоящее имя - Тахир Кишев, из Нальчика, после смены пола - певица и танцовщица Эрика Кишева), Дива Анзорина (настоящее имя до смены пола - Мухаддин).
Менее распространёнными в России являются женские  травести-шоу , артисты которых более известны, как драг-кинги (по аналогии с драг-квинами). Среди них известны драг-кинг Антонио Небандерас (Полина Стрельцова) из  травести-дуэта  "Крэйзи-тайм" (другое название - "НеВдвоём") из Санкт-Петербурга (распался в 2011 г.), драг-кинг Патрик (Кира Матаева) из  травести-шоу  "Драг-кинг студия" (существует с 2009 г. при санкт-петербургском лесбийском клубе "Триэль"), драг-кинг Ивэн Батлер (Юлианна Просвирнина) также из Санкт-Петербурга.
Из травести-артистов Беларуси наибольшую известность получили Зара Унд (Эдуард Тарлецкий), Бджёлка Майя (Александр Плесецкий), Лера Квин (Валерий Клейменов) и его шоу-театр "Поющие королевы", Варвара-Стелла (Дмитрий Тиханюк) из Гродно, Симона Глэм (Дмитрий Белов), Таис из Могилёва, Валя Катастрофа, Вава Ахтунг, и ряд других. 
В Казахстане известны травести-артисты Вега Найс (Дмитро Казанцев) из г. Алматы, Азиза (Азиз Монакошов) из г. Астана, Ариадна Армани (Алексей Шумский) из г. Караганда.
Из травести-артистов Украины наиболее известны Дива Монро (Александр Федяев), Фрида Бакс (Ростислав Брох), Дана Нэшнал (Богдан Корниенко), Норма Посполита (Эдуард Тарлецкий), Тётя Шер (Никита Черняев), Андрелла Водкина (Андрей Корниевский), и другие.
Вопреки широко распространённому стереотипному мнению о принадлежности большинства травести-артистов к гомосексуальной ориентации, это не соответствует действительности.
Приблизительно половина травести-артистов имеет жён и детей . Вполне очевидно, что в большинстве случаев профессия травести-артистов вовсе не связана с их сексуальной ориентацией . Однако достаточно часто их выступления происходят в ЛГБТ-клубах, так как именно там наиболее востребован публикой жанр травести. Отдельные травести-артисты, более нацеленные на широкую сцену и эстрадную культуру, принципиально игнорируют клубы для сексуальных меньшинств, и выступают только в обычных клубах, а также на обычных концертных площадках. Среди таких - Верка Сердючка (Андрей Данилко), Огненная леди (Олег Гусаев), и другие.

## Запрет «движения ЛГБТ» в Россиии его отрицательное влияние на травести-шоу
В декабре 2023 года полиция разогнала травести-шоу в красноярском гей-фрэндли кафе "Элтон"..
Кроме того, по информации Би-Би-Си, незадолго до этого, в октябре 2024 года в Москве в одном из клубов подвергся кратковременному задержанию драг-артист, или дрэг-квин Кира Соланж (Кирилл Максименко). На Кирилла составили административный протокол за «ЛГБТ-пропаганду» и спустя месяц его и еще пятерых драг-артистов из гей-клуба оштрафовали на 50 тысяч рублей.  Фактически, с того времени в Москве началась новая волна притеснений и гонений в отношении представителей ЛГБТ-сообщества.